# Meliores (Rome)
De meliores ("beteren") van een Romeinse stad waren die families die een allesoverheersende positie bezatten, gebaseerd op (grond)bezit, rijkdom, cliënten en invloed. Deze groep werd ook patriciërs genoemd. De patricische families speelden elkaar de belangrijke functies toe en  waren ervan overtuigd dat zij dankzij hun rijkdom en positie de beste bestuurders waren. Deze elite wilde aanvankelijk hun politieke en economische macht tonen, later kwam hier ook culturele macht bij. Symbolen van hun machtsvertoon waren: rijke kleding, bont, juwelen en paardrijden. Ze toonden hun rijkdom wanneer ze vrijgevig uitdeelden: aalmoezen voor de armen, geld voor feesten en subsidie voor culturele evenementen.